# The Highwaymen
The Highwaymen – amerykańska supergrupa muzyczna country utworzona w 1985. Należeli do niej Johnny Cash, Waylon Jennings, Kris Kristofferson i Willie Nelson, którzy znali się już wcześniej z tworzonych przez siebie duetów, np. Nelsona z Kristoffersonem czy Casha z Jenningsem. Zespół zaprzestał działalności koncertowej w 1995, gdyż każdy z muzyków zaangażował się w nowe projekty solowe.

## Dyskografia

### Albumy studyjne
- Highwayman (Columbia, 1985)
- Highwayman 2 (Columbia, 1990)
- The Road Goes on Forever (Liberty, 1995, wydany na Capital/EMI z dodatkowymi nagraniami i nieobowiązkowym DVD w 2005)

### Albumy kompilacyjne
- The Highwaymen Ride Again (1995)
- Highwayman Super Hits (1999)
- Country Legends (2005)
- The Essential Highwaymen (2010)
- Live: American Outlaws (2016)
- The Very Best of the Highwaymen (2016)

### Single
- Highwayman (1985)
- Desperados Waiting for a Train (1985)
- Silver Stallion (1990)
- Born and Raised in Black and White (1990)
- American Remains (1990)
- It Is What It Is (1995)
- If He Came Back Again (2005)